# Pseudophanes melanoptera
Pseudophanes melanoptera là một loài bướm đêm thuộc phân họ Arctiinae, họ Erebidae.